# 해류

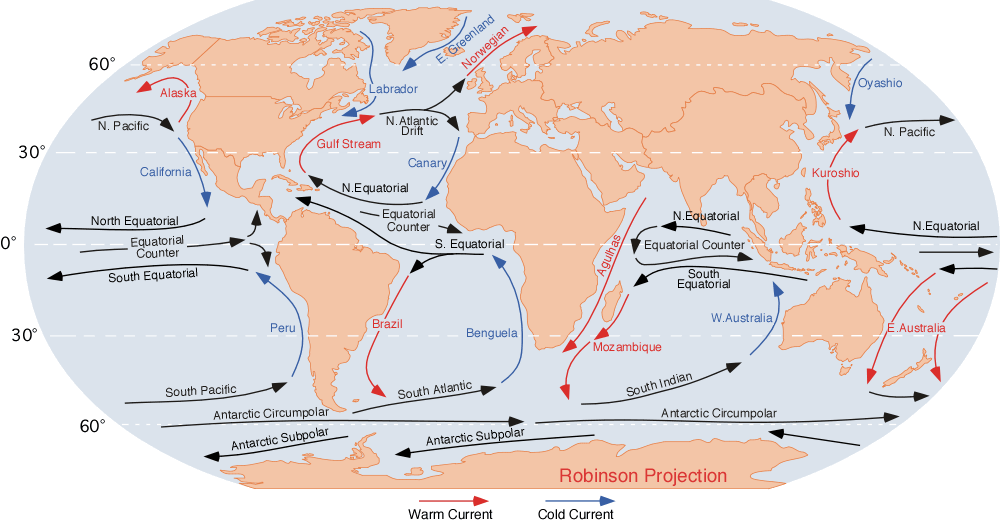
표층해류 지도

해류(海流; 문화어: 바다흐름)란 일정한 방향으로 흘러가는 바닷물의 운동을 말한다.
해류는 그 원인에 따라 바람에 의해 생기는 취송류와 바닷물의 밀도 차이로 생기는 밀도류, 해면의 경사로 때문에 일어나는 경사류(傾斜流), 어떤 장소의 해수가 다른 데로 움직이면 이를 보충하기 위해 다른 장소의 해수가 흘러오는 보류(補流) 등으로 나뉜다.
그 온도에 따라 따뜻한 흐름인 '난류'(warm current)와 차가운 흐름인 '한류'(cold current)로 나누기도 하지만, 난류·한류라는 말은 학문적으로 뚜렷한 정의를 가진 것은 아니다. 일반적으로 저위도 지방에서 비롯된 것을 난류라 하고 고위도 지방에서 비롯된 해류를 한류라고 부른다. 대표적인 난류로는 쿠로시오 해류·만류(灣流) 등이 있고, 대표적인 한류로는 오야시오 해류, 래브라도 해류 등이 있다.
수면 위에서 일정한 방향으로 계속 바람이 불면 바람과 수면의 마찰에 의해 표층에 일정한 흐름이 생기는데, 이를 에크만 수송이라고 한다.

## 역사
해류에 대한 최초의 체계적인 연구 프로젝트는 대서양의 해류와 바람에 대한 포르투갈의 대서양 항해 캠페인이다. 카나리아 제도의 남쪽에서 출발한 배는 오직 바람에 맡긴 항해만으로 돌아오기가 매우 힘들었는데, 그 이유는 바람과 해류의 흐름의 변화 때문이다. 북대서양 환류와 적도 반류와 북동무역풍과 남동무역풍이 만나는 복잡한 바람과 해류의 흐름 때문에 범선이 북쪽으로 되돌아가는 것을 어렵게 만들기 때문이다. 이러한 문제를 극복하고 인도와 아프리카 주변을 통과하는 해상 항로를 명확히 하기 위해 포르투갈인이 체계적인 항해법을 생각해냈다. 그들은 카나리아의 남부지역에서 돌아오는 그 경로를 'volta do largo' 또는 'volta do mar'라 이름 붙였다.
태평양의 해류에 대한 정보는 제임스 쿡과 루이 앙투안 드 부갱빌을 포함한 18세기 후반의 탐험가들에 의해 수집되었으며, 제임스 레넬은 1777년 희망봉 주위를 항해하며 Scilly 섬 근처의 간헐적 해류에 대해 이해하고(Rennell 's Current라고 함) 대서양과 인도양의 해류를 자세히 설명하는 해양학에 대한 최초의 과학 교과서를 썼다.

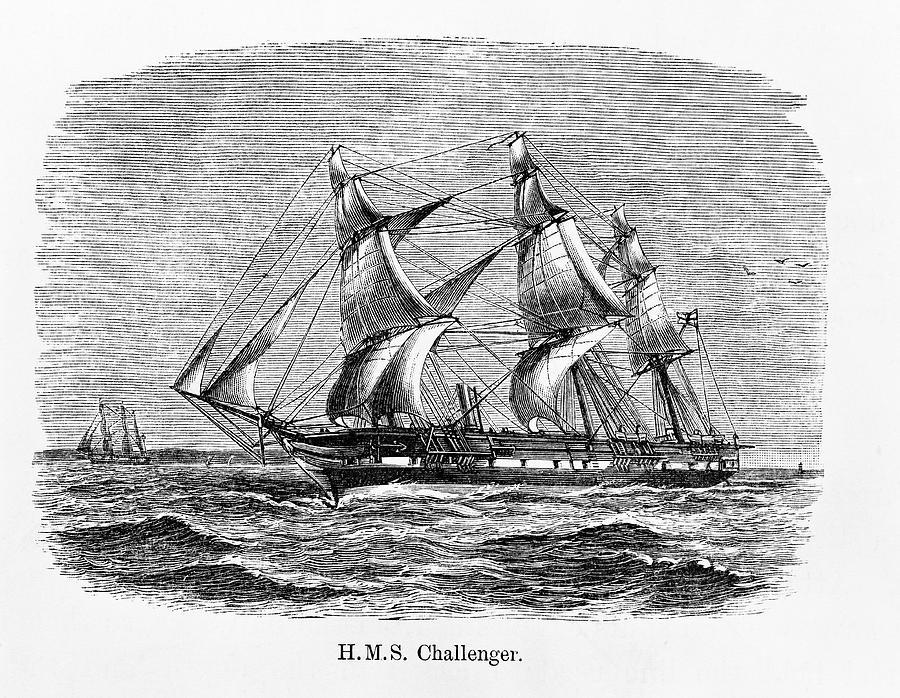
1872년에 해양탐사를 진행한 HMS 챌린저호

순수하게 과학을 목적으로 둔 최초의 해양 탐사는 챌린저 탐사이다. 1871년 영국 정부가 영국 왕립 학회의 권고에 따라 세계의 바다를 탐험하고 해양의 과학적 조사를 실시하는 탐험을 발표를 하였다. 이후 스코트랜드의 에든버러 대학에서 자연사를 담당하던 찰스 와이빌 톰슨과 캐나다출신인 그의 제자 존 머레이가 시작하였다. 챌린저 호는 톰슨의 감독하에 약 70000해리(130,000km)의 탐사를 여행했다. 1876년 탐사를 끝낸 챌린저호는 심해생물을 발견하였다. 약 4717종의 해양생물을 발견하여 해양생물학이란 학문을 탄생시키기도 하였으며 바다 수온, 퇴적물 채집, 심충수, 해류, 기상관측 등의 자료는 현대 해양학의 기초가 되었다. 챌린저 탐사의 영향으로 서방국가에서는 해양 탐사가 본격적으로 시작되었다. 

## 특징
인간의 생활·산업과 긴밀한 관계를 갖는 것은 상층수괴(上層水塊)의 성질이다. 상층수괴에서 가장 큰 부분을 차지하는 것은 중앙수(中央水)이다. 태평양 중앙수는 남북 양반구에서 다 같이 동서로 양분되어 있다. 대서양의 남북 중앙수 사이에는 뚜렷한 경계가 없고, 해수의 특성을 결정짓는 수온-염분곡선도 조금씩 변화하고 있다.
태평양에서는 특유한 해류계(海流系)를 갖는 적도수(赤道水)가 있어, 남과 북의 중앙수를 뚜렷이 양분하고 있다. 적도수는 북태평양 중앙수보다 훨씬 염분이 짙으며, 남태평양 중앙수에 그 기원을 둔다. 적도해역에서 볼 수 있는 특수한 해류계는, 무역풍과 지구 자전의 편향력이 해류에 미치는 영향이 양반구에서 어떻게 다른가를 보여주며, 또한 남북 서반구의 수괴의 교환을 조절하는 역할도 하고 있다.
인도양의 적도수는 홍해에서 흘러나오는 해수의 영향을 받아 약간 염분농도가 높다. 해류계는 계절풍의 영향을 받아 태평양처럼 정상적이지 못 한다.
북반구의 겨울은 북서계절풍이 강하고 북적도해류가 우세하며, 적도반류(反流)는 남반구에 존재한다. 여름에는 남서 계절풍이 불며, 북적도해류와 적도반류의 어느 것도 볼 수 없다.
극수(極水)와 중앙수의 혼합이 아극수(亞極水)인데, 북반구에서는 그 발달이 보잘 것 없으므로 북극양에는 남극양에서처럼 대규모의 극수가 존재하지 않는다.이러한 수괴의 경계 부근에 생기는 것이 해류로서, 해류는 서로 접하는 수괴와 상호 교류하여 변질하려고 하나 실지로는 언제나 위에서 말한 수괴가 각 해역의 특성을 결정짓고 있다.

## 해수의 대순환
해수의 대순환은 보통 대양을 남북으로 갈라놓은 연직(鉛直)면 내의 해수의 운동에 쓰인다. 이 경우 표층에는 대류권이라고 불리는 난수층(暖水層)이 있고, 그 아래에는 성층권이라고 불리는 냉수층이 있으며, 그 경계는 약층(躍層)이라 불린다. 대류권은 열대 표층수(表層水)와 아열대 차층수(次層水)로 이루어지며, 깊이 500∼800m보다 깊은 성층권은 중층류(中層流)·심층류·저층류로 나누어지며, 이들 흐름의 원천은 주로 남극해(南極海)의 한랭한 해수의 침강에 의한 것이다.
북태평양의 풍력 분포를 보면 적도에서 상당히 북쪽에 이르기까지 동풍인 무역풍이 분다. 이 동풍의 힘에 의해 태평양을 동에서 서로 횡단하는 서류(서쪽으로 향하는 흐름)인 북적도 해류가 생긴다. 그런데 적도 부근에서는 코리올리의 힘이 작용하지 않기 때문에 폭이 넓은 서류(西流)는 모두 필리핀이나 대만 먼바다에 도착한다. 이것을 수습하기 위해서는 도착한 바닷물이 좁은 유로(流路)를 따라 북상해야 한다. 그러나 좁은 유로에 압착되기 때문에 유속(流速)은 그 폭에 반비례하여 빨라진다. 이것이 쿠로시오해류이다.
북상한 쿠로시오해류의 끝부분은 북위 40도 부근을 동쪽으로 부는 편서풍의 힘에 의해 동쪽으로 진행하는데, 이번에는 위도가 높기 때문에 코리올리의 힘이 강해져 끊임없이 남쪽으로 향하는 작용을 받는다. 따라서 북아메리카 대륙의 서쪽 연안에 도착하기까지 많은 부분이 남쪽으로 갈라진다. 캘리포니아 해류는 쿠로시오해류에 비해 폭이 넓으며, 그에 반비례하여 유속도 작다. 스톰멜은 이 현상을 풍성(風成) 해류의 서안(西岸) 강화라고 불렀다. 스톰멜의 단순한 모델에서 출발하여 뭉크 등은 좀더 복잡한 실측(實測) 풍력 분포에 가까운 분포를 모델로 더욱 상세한 계산을 산출하여 쿠릴해류를 비롯한 시계반대방향으로 도는 순환까지 설명하였다. 그러나 일련의 이론이 유효한 것은 북태평양과 북대서양, 그리고 기껏해야 인도양뿐이며, 남태평양과 남대서양의 해류 형태의 설명에는 부합되지 않았다.
이러한 이론 전개에 비해서는 조금 뒤늦게 대양의 수평대순환에 대한 설명으로 저위도 지역의 바다가 흡수하는 태양에너지가 크고 고위도 지역의 바다가 흡수하는 태양에너지는 작다는, 불균형으로 인해 생기는 대류(對流)로 설명하는 학설도 등장하였다. 대류에 비중을 둔 학자, 풍성 해류에 비중을 두는 학자는 현재 공존하고 있는 상태이다.

### 연직순환
바닷물은 수평방향뿐 아니라 연직단면 내에서도 큰 규모로 순환하고 있다. 온대지방의 바다에서 여러 가지 바닷물을 채취하여 수온과 염분의 분포를 조사해 보면 어떤 깊이에 특수한 염분을 갖는 물이 퍼져 있다는 것을 알 수 있다. 먼저 표층의 바닷물은 열대표층수와 아열대차층수로 나누어지며 이 둘을 합쳐서 대류권이라 한다. 대류권에는 대류나 난류(亂流)가 왕성하다. 수심이 약 500m를 넘으면 바닷물의 흐름이 완만해지며, 깊이 순서대로 중층수, 심층수, 저층수로 불린다. 우리나라 근해의 중층수는 쿠로시오해류 밑으로 들어간 쿠릴해류의 물을 가리킨다. 이 정도의 깊이에서 바닷물의 온도 또한 급격히 낮아져, 염분은 극소치가 된다. 이러한 중층수 이하의 수권(水圈)을 성층권이라 한다. 쿠릴해류 같은 흐름을 일반적으로 극류(極流)라고 하며, 이것이 난류 밑으로 흘러들어가는 조목(潮目)을 극전선이라고도 한다. 극전선보다 고위도 해역에서는 성층권이 대기중에 노출되어 있다. 중층수는 고위도에서 저위도를 향해 흐르고 있다. 심층수는 중층수 밑에 있으며, 흐름은 반대이고, 바닷물의 염분이 높다. 저층수는 가장 아래쪽에 있으며, 심층수와는 반대, 즉 중층수와 같은 방향으로 흐른다. 이 저층수는 극지에서 냉수가 해저 근처까지 가라앉아 대양저를 따라 확산된 것이다. 중층수와 저층수는 모두 열대를 향해 흐르고 있기 때문에 그것을 보완하기 위해 심층수가 생기는 것이다. 현재는 쿠로시오해류 밑을 흐르는 빠른 흐름도 발견되고 있는데, 그 속도는 연직 대순환의 미미한 속도를 완전히 덮을 정도로 크다. 따라서 대양의 동서 끝부분에서는 연직대순환의 일부는 무의미하지만, 대양 전체로 보면 이 대순환은 대국적으로 성립하고 있다고 보아야 할 것이다.

## 주요 해류

### 북반구

#### 북태평양
- 북적도 해류(북태평양 환류, 아열대순환)
- 쿠로시오 해류(북태평양 환류, 아열대순환)
- 북태평양 해류(북태평양 환류, 아열대순환)
- 캘리포니아 해류(북태평양 환류, 아열대순환)
- 오야시오 해류
- 알래스카 해류
- 알류샨 해류
- 캄차카 해류
- 민다나오 해류

#### 북대서양
- 북적도 해류(북대서양 환류, 아열대순환)
- 멕시코 만류(북대서양 환류, 아열대순환)
- 북대서양 해류(북대서양 환류, 아열대순환)
- 카나리아 해류(북대서양 환류, 아열대순환)

#### 기타
- 소말리아 해류
- 노르웨이 해류
- 동그린란드 해류
- 래브라도 해류

### 남반구

#### 남태평양
- 남적도 해류(남태평양 환류)
- 동오스트레일리아 해류(남태평양 환류)
- 남극 순환 해류(남태평양 환류)
- 훔볼트 해류 또는 페루 해류(남태평양 환류)

#### 남대서양
- 남적도 해류(남대서양 해류)
- 브라질 해류(남대서양 해류)
- 남극 순환 해류(남대서양 해류)
- 벵겔라 해류(남대서양 해류)
- 기니 해류

#### 인도양
- 남적도 해류(인도양 환류)
- 마다가스카르 해류(인도양 환류)
- 모잠비크 해류(인도양 환류)
- 아굴라스 해류(인도양 환류)
- 서오스트레일리아 해류(인도양 환류)

## 같이 보기
- 바닷물
- 북한한류
- 동한난류